# Беленький (Волгоградская область)
Беленький — хутор в Кумылженском районе Волгоградской области России. Входит в состав Букановского сельского поселения. Население 23 чел. (2010).

## География
Расположен в западной части региона, в лесостепи, в пределах Хопёрско-Бузулукской равнины, являющейся южным окончанием Окско-Донской низменности, на р. Раствердяевка. К хутору примыкает х. Андреяновский.
Уличная сеть не развита.
Абсолютная высота 74 метра над уровнем моря.

## Население
| 2010 |
| ---- |
| 23   |

Гендерный состав
По данным Всероссийской переписи населения 2010 года в гендерной структуре населения из 23 человек мужчин — 12, женщин — 11 (52,2 и 47,8 % соответственно).
Национальный состав
Согласно результатам переписи 2002 года, в национальной структуре населения
русские составляли 98 % из общей численности населения в 52 чел..

## Инфраструктура
Личное подсобное хозяйство.

## Транспорт
Просёлочные дороги.